# Прапор Саратовської області

Прапор Саратовської області

Прапор Саратовської області є символом Саратовської області. Прийнято 5 вересня 1996 року (зміни від 23 травня 2001 року).

## Опис
Прапор Саратовської області являє собою прямокутне полотнище із двох горизонтальних смуг: нижньої — червоного кольору й верхньої — білого кольору — у співвідношенні ширини смуг 1:2, із двостороннім зображенням у центрі білої смуги герба Саратовської області в оточенні золотого декоративного вінка з дубових, лаврових галузей і колось, з'єднаних золотою стрічкою. Габаритна ширина зображення герба Саратовської області (з вінком) на прапорі Саратовської області повинна становити 1/4 частину довжини полотнища. Відношення ширини прапора до його довжини - 2:3. 